# Glaphyra kurosawai
Glaphyra kurosawai är en skalbaggsart som beskrevs av Tatsuya Niisato 1986. Glaphyra kurosawai ingår i släktet Glaphyra och familjen långhorningar.
Artens utbredningsområde är Taiwan. Inga underarter finns listade i Catalogue of Life.